# Turun Shakinystävät
Turun Shakinystävät – fiński klub szachowy z siedzibą w Turku, mistrz kraju z 1983 roku.

## Historia
Klub powstał w 1923 roku, oficjalnie został zarejestrowany dwa lata później. W 1968 roku zdobył mistrzostwo Finlandii w szachach szybkich, później powtarzając to osiągnięcie w latach 1976, 1979 i 1980. Zespół uczestniczył w inauguracyjnym sezonie SM-liigi (1976/1977), zajmując wówczas czwarte miejsce. W 1980 roku zdobył wicemistrzostwo kraju, ulegając jedynie SSK Helsinki. W następnym roku klub ponownie zajął drugie miejsce w lidze, za Gambiitti Helsinki. W sezonie 1982/1983 zespół zdobył mistrzostwo kraju, a jego czołowym zawodnikiem był wówczas Mauri Sirkiä. W 1984 roku zespół spadł z ligi. W 1996 roku zespół powrócił na najwyższy poziom rozgrywkowy, jednak w sezonie 1996/1997 zajął ostatnie miejsce w lidze i spadł. Ogółem w SM-liidze klub rozegrał dziewięć sezonów.